# غافين ريتشاردز
غافين ريتشاردز (بالإنجليزية: Gavin Richards)‏ هو كاتب ومخرج وممثل بريطاني، ولد في 3 يوليو 1946 بلندن في المملكة المتحدة.

## وصلات خارجية
- غافين ريتشاردز على موقع IMDb (الإنجليزية)
- غافين ريتشاردز على موقع ألو سيني (الفرنسية)
- غافين ريتشاردز على موقع أول موفي (الإنجليزية)
- غافين ريتشاردز على موقع قاعدة بيانات الأفلام السويدية (السويدية)
- غافين ريتشاردز على موقع قاعدة بيانات الفيلم (الإنجليزية)
- غافين ريتشاردز على موقع كينوبويسك (الروسية)